# Park Dae-seung
Park Dae-seung (kor.박 대승; ur. 4 lipca 1990) – południowokoreański zapaśnik walczący w stylu klasycznym. Zajął dziewiętnaste miejsce na mistrzostwach świata w 2014. Srebrny medalista mistrzostw Azji w 2017 roku.